# US Super Tour 2023/24
Die US Super Tour 2023/24 war eine von der FIS organisierte Wettkampfserie, die zum Unterbau des Skilanglauf-Weltcups 2023/24 gehörte. Sie begann am 12. Dezember 2023 in Anchorage und endete am 26. März 2024 in Duluth. Die Gesamtwertung der Männer gewann Michael Earnhart und bei den Frauen Alayna Sonnesyn.

## Männer

### Resultate
| 1. US Super Tour in Anchorage, 12. bis 17. Dezember 2023 | 1. US Super Tour in Anchorage, 12. bis 17. Dezember 2023 | 1. US Super Tour in Anchorage, 12. bis 17. Dezember 2023 | 1. US Super Tour in Anchorage, 12. bis 17. Dezember 2023 | 1. US Super Tour in Anchorage, 12. bis 17. Dezember 2023 |
| -------------------------------------------------------- | -------------------------------------------------------- | -------------------------------------------------------- | -------------------------------------------------------- | -------------------------------------------------------- |
| Datum                                                    | Disziplin                                                | Erster Platz                                             | Zweiter Platz                                            | Dritter Platz                                            |
| 12. Dezember 2023                                        | Sprint Freistil                                          | Julien Locke                                             | Walker Hall                                              | Michael Earnhart                                         |
| 13. Dezember 2023                                        | 10 km klassisch                                          | Max Hollmann                                             | Hugo Hinckfuss                                           | Hunter Wonders                                           |
| 16. Dezember 2023                                        | Sprint klassisch                                         | Julien Locke                                             | Logan Diekmann                                           | Reid Goble                                               |
| 17. Dezember 2023                                        | 10 km Freistil Massenstart                               | Michael Earnhart                                         | Reid Goble                                               | Sasha Masson                                             |

| 2. US Super Tour und US-amerikanische Meisterschaften in Soldier Hollow, 2. bis 7. Januar 2024 | 2. US Super Tour und US-amerikanische Meisterschaften in Soldier Hollow, 2. bis 7. Januar 2024 | 2. US Super Tour und US-amerikanische Meisterschaften in Soldier Hollow, 2. bis 7. Januar 2024 | 2. US Super Tour und US-amerikanische Meisterschaften in Soldier Hollow, 2. bis 7. Januar 2024 | 2. US Super Tour und US-amerikanische Meisterschaften in Soldier Hollow, 2. bis 7. Januar 2024 |
| ---------------------------------------------------------------------------------------------- | ---------------------------------------------------------------------------------------------- | ---------------------------------------------------------------------------------------------- | ---------------------------------------------------------------------------------------------- | ---------------------------------------------------------------------------------------------- |
| Datum                                                                                          | Disziplin                                                                                      | Erster Platz                                                                                   | Zweiter Platz                                                                                  | Dritter Platz                                                                                  |
| 2. Januar 2024                                                                                 | 10 km klassisch                                                                                | Andreas Kirkeng                                                                                | Joe Davies                                                                                     | Luke Jager                                                                                     |
| 4. Januar 2024                                                                                 | Sprint Freistil                                                                                | Will Koch                                                                                      | Logan Diekmann                                                                                 | John Steel Hagenbuch                                                                           |
| 5. Januar 2024                                                                                 | 20 km Freistil Massenstart                                                                     | John Steel Hagenbuch                                                                           | Joe Davies                                                                                     | Peter Wolter                                                                                   |
| 7. Januar 2024                                                                                 | Sprint klassisch                                                                               | Luke Jager                                                                                     | Michael Earnhart                                                                               | Florian Knopf                                                                                  |

| 3. US Super Tour in Lake Placid, 20. und 21. Januar 2024 | 3. US Super Tour in Lake Placid, 20. und 21. Januar 2024 | 3. US Super Tour in Lake Placid, 20. und 21. Januar 2024 | 3. US Super Tour in Lake Placid, 20. und 21. Januar 2024 | 3. US Super Tour in Lake Placid, 20. und 21. Januar 2024 |
| -------------------------------------------------------- | -------------------------------------------------------- | -------------------------------------------------------- | -------------------------------------------------------- | -------------------------------------------------------- |
| Datum                                                    | Disziplin                                                | Erster Platz                                             | Zweiter Platz                                            | Dritter Platz                                            |
| 20. Januar 2024                                          | Sprint klassisch                                         | Luke Jager                                               | Michael Earnhart                                         | Julian Smith                                             |
| 21. Januar 2024                                          | 10 km klassisch Massenstart                              | Luke Jager                                               | Michael Earnhart                                         | Hunter Wonders                                           |

| 4. US Super Tour in Craftsbury, 26. und 28. Januar 2024 | 4. US Super Tour in Craftsbury, 26. und 28. Januar 2024 | 4. US Super Tour in Craftsbury, 26. und 28. Januar 2024 | 4. US Super Tour in Craftsbury, 26. und 28. Januar 2024 | 4. US Super Tour in Craftsbury, 26. und 28. Januar 2024 |
| ------------------------------------------------------- | ------------------------------------------------------- | ------------------------------------------------------- | ------------------------------------------------------- | ------------------------------------------------------- |
| Datum                                                   | Disziplin                                               | Erster Platz                                            | Zweiter Platz                                           | Dritter Platz                                           |
| 26. Januar 2024                                         | Sprint Freistil                                         | Finegan Bailey                                          | Michael Earnhart                                        | Julian Smith                                            |
| 28. Januar 2024                                         | 27 km Freistil Massenstart                              | John Steel Hagenbuch                                    | Michael Earnhart                                        | Luke Allan                                              |

| 5. US Super Tour und American Birkebeiner in Hayward, 24. Februar 2024 | 5. US Super Tour und American Birkebeiner in Hayward, 24. Februar 2024 | 5. US Super Tour und American Birkebeiner in Hayward, 24. Februar 2024 | 5. US Super Tour und American Birkebeiner in Hayward, 24. Februar 2024 | 5. US Super Tour und American Birkebeiner in Hayward, 24. Februar 2024 |
| ---------------------------------------------------------------------- | ---------------------------------------------------------------------- | ---------------------------------------------------------------------- | ---------------------------------------------------------------------- | ---------------------------------------------------------------------- |
| Datum                                                                  | Disziplin                                                              | Erster Platz                                                           | Zweiter Platz                                                          | Dritter Platz                                                          |
| 24. Februar 2024                                                       | 50 km Freistil Massenstart                                             | Gus Schumacher                                                         | Samuel Gary Hendry                                                     | David Norris                                                           |

| 6. US Super Tour in Duluth, 21. bis 26. März 2024 | 6. US Super Tour in Duluth, 21. bis 26. März 2024 | 6. US Super Tour in Duluth, 21. bis 26. März 2024 | 6. US Super Tour in Duluth, 21. bis 26. März 2024 | 6. US Super Tour in Duluth, 21. bis 26. März 2024 |
| ------------------------------------------------- | ------------------------------------------------- | ------------------------------------------------- | ------------------------------------------------- | ------------------------------------------------- |
| Datum                                             | Disziplin                                         | Erster Platz                                      | Zweiter Platz                                     | Dritter Platz                                     |
| 21. März 2024                                     | 10 km klassisch                                   | Antoine Cyr                                       | John Steel Hagenbuch                              | Zanden McMullen                                   |
| 23. März 2024                                     | Sprint klassisch                                  | James Clinton Schoonmaker                         | Zanden McMullen                                   | Antoine Cyr                                       |
| 26. März 2024                                     | 40 km Freistil Massenstart                        | John Steel Hagenbuch                              | Antoine Cyr                                       | Scott Patterson                                   |

### Gesamtwertung Männer
| Rang | Name                 | Punkte |
| ---- | -------------------- | ------ |
| 01.  | Michael Earnhart     | 325    |
| 02.  | Luke Jager           | 249    |
| 03.  | John Steel Hagenbuch | 239    |
| 04.  | Graham Houtsma       | 196    |
| 05.  | Braden Becker        | 171    |
| 06.  | Peter Wolter         | 166    |
| 07.  | Logan Diekmann       | 149    |
| 08.  | Joe Davies           | 146    |
| 09.  | Brian Bushey         | 142    |
| 10.  | Tom Mancini          | 140    |

| Rang | Name            | Punkte |
| ---- | --------------- | ------ |
| 011. | Hunter Wonders  | 139    |
| 012. | Reid Goble      | 130    |
| 013. | Antoine Cyr     | 122    |
| 014. | Will Koch       | 118    |
| 015. | Walker Hall     | 116    |
| 016. | Andreas Kirkeng | 114    |
| 017. | Florian Knopf   | 102    |
| 017. | Julian Smith    | 102    |
| 019. | Zanden McMullen | 101    |
| 020. | Magnus Bøe      | 94     |

| Rang | Name                      | Punkte |
| ---- | ------------------------- | ------ |
| 021. | James Clinton Schoonmaker | 84     |
| 022. | Garrett Butts             | 83     |
| 023. | David Norris              | 79     |
| 023. | Hugo Hinckfuss            | 79     |
| 025. | Julien Locke              | 78     |
| 026. | Scott Patterson           | 75     |
| 027. | Christopher Kalev         | 70     |
| 028. | Zak Ketterson             | 69     |
| 029. | Kristoffer Karsrud        | 66     |
| 030. | Finegan Bailey            | 66     |

## Frauen

### Resultate
| 1. US Super Tour in Anchorage, 12. bis 17. Dezember 2023 | 1. US Super Tour in Anchorage, 12. bis 17. Dezember 2023 | 1. US Super Tour in Anchorage, 12. bis 17. Dezember 2023 | 1. US Super Tour in Anchorage, 12. bis 17. Dezember 2023 | 1. US Super Tour in Anchorage, 12. bis 17. Dezember 2023 |
| -------------------------------------------------------- | -------------------------------------------------------- | -------------------------------------------------------- | -------------------------------------------------------- | -------------------------------------------------------- |
| Datum                                                    | Disziplin                                                | Erster Platz                                             | Zweiter Platz                                            | Dritter Platz                                            |
| 12. Dezember 2023                                        | Sprint Freistil                                          | Sammy Smith                                              | Liliane Gagnon                                           | Anna-Maria Dietze                                        |
| 13. Dezember 2023                                        | 10 km klassisch                                          | Sammy Smith                                              | Sydney Palmer-Leger                                      | Nina Schamberger                                         |
| 16. Dezember 2023                                        | Sprint klassisch                                         | Sammy Smith                                              | Mariel Merlii Pulles                                     | Olivia Bouffard-Nesbitt                                  |
| 17. Dezember 2023                                        | 10 km Freistil Massenstart                               | Sonjaa Schmidt                                           | Anna-Maria Dietze                                        | Sydney Palmer-Leger                                      |

| 2. US Super Tour und US-amerikanische Meisterschaften in Soldier Hollow, 2. bis 7. Januar 2024 | 2. US Super Tour und US-amerikanische Meisterschaften in Soldier Hollow, 2. bis 7. Januar 2024 | 2. US Super Tour und US-amerikanische Meisterschaften in Soldier Hollow, 2. bis 7. Januar 2024 | 2. US Super Tour und US-amerikanische Meisterschaften in Soldier Hollow, 2. bis 7. Januar 2024 | 2. US Super Tour und US-amerikanische Meisterschaften in Soldier Hollow, 2. bis 7. Januar 2024 |
| ---------------------------------------------------------------------------------------------- | ---------------------------------------------------------------------------------------------- | ---------------------------------------------------------------------------------------------- | ---------------------------------------------------------------------------------------------- | ---------------------------------------------------------------------------------------------- |
| Datum                                                                                          | Disziplin                                                                                      | Erster Platz                                                                                   | Zweiter Platz                                                                                  | Dritter Platz                                                                                  |
| 2. Januar 2024                                                                                 | 10 km klassisch                                                                                | Tilde Bångman                                                                                  | Sydney Palmer-Leger                                                                            | Karianne Olsvik Dengerud                                                                       |
| 4. Januar 2024                                                                                 | Sprint Freistil                                                                                | Karianne Olsvik Dengerud                                                                       | Alayna Sonnesyn                                                                                | Haley Brewster                                                                                 |
| 5. Januar 2024                                                                                 | 20 km Freistil Massenstart                                                                     | Haley Brewster                                                                                 | Kendall Kramer                                                                                 | Margie Freed                                                                                   |
| 7. Januar 2024                                                                                 | Sprint klassisch                                                                               | Karianne Olsvik Dengerud                                                                       | Alayna Sonnesyn                                                                                | Merle Richter                                                                                  |

| 3. US Super Tour in Lake Placid, 20. und 21. Januar 2024 | 3. US Super Tour in Lake Placid, 20. und 21. Januar 2024 | 3. US Super Tour in Lake Placid, 20. und 21. Januar 2024 | 3. US Super Tour in Lake Placid, 20. und 21. Januar 2024 | 3. US Super Tour in Lake Placid, 20. und 21. Januar 2024 |
| -------------------------------------------------------- | -------------------------------------------------------- | -------------------------------------------------------- | -------------------------------------------------------- | -------------------------------------------------------- |
| Datum                                                    | Disziplin                                                | Erster Platz                                             | Zweiter Platz                                            | Dritter Platz                                            |
| 20. Januar 2024                                          | Sprint klassisch                                         | Renae Anderson                                           | Michaela Keller-Miller                                   | Margie Freed                                             |
| 21. Januar 2024                                          | 10 km klassisch Massenstart                              | Alayna Sonnesyn                                          | Alexandra Lawson                                         | Margie Freed                                             |

| 4. US Super Tour in Craftsbury, 26. und 28. Januar 2024 | 4. US Super Tour in Craftsbury, 26. und 28. Januar 2024 | 4. US Super Tour in Craftsbury, 26. und 28. Januar 2024 | 4. US Super Tour in Craftsbury, 26. und 28. Januar 2024 | 4. US Super Tour in Craftsbury, 26. und 28. Januar 2024 |
| ------------------------------------------------------- | ------------------------------------------------------- | ------------------------------------------------------- | ------------------------------------------------------- | ------------------------------------------------------- |
| Datum                                                   | Disziplin                                               | Erster Platz                                            | Zweiter Platz                                           | Dritter Platz                                           |
| 26. Januar 2024                                         | Sprint Freistil                                         | Alayna Sonnesyn                                         | Lauren Jortberg                                         | Michaela Keller-Miller                                  |
| 28. Januar 2024                                         | 27 km Freistil Massenstart                              | Alayna Sonnesyn                                         | Margie Freed                                            | Alexandra Lawson                                        |

| 5. US Super Tour und American Birkebeiner in Hayward, 24. Februar 2024 | 5. US Super Tour und American Birkebeiner in Hayward, 24. Februar 2024 | 5. US Super Tour und American Birkebeiner in Hayward, 24. Februar 2024 | 5. US Super Tour und American Birkebeiner in Hayward, 24. Februar 2024 | 5. US Super Tour und American Birkebeiner in Hayward, 24. Februar 2024 |
| ---------------------------------------------------------------------- | ---------------------------------------------------------------------- | ---------------------------------------------------------------------- | ---------------------------------------------------------------------- | ---------------------------------------------------------------------- |
| Datum                                                                  | Disziplin                                                              | Erster Platz                                                           | Zweiter Platz                                                          | Dritter Platz                                                          |
| 24. Februar 2024                                                       | 50 km Freistil Massenstart                                             | Jessie Diggins                                                         | Flora Dolci                                                            | Alayna Sonnesyn                                                        |

| 6. US Super Tour in Duluth, 21. bis 26. März 2024 | 6. US Super Tour in Duluth, 21. bis 26. März 2024 | 6. US Super Tour in Duluth, 21. bis 26. März 2024 | 6. US Super Tour in Duluth, 21. bis 26. März 2024 | 6. US Super Tour in Duluth, 21. bis 26. März 2024 |
| ------------------------------------------------- | ------------------------------------------------- | ------------------------------------------------- | ------------------------------------------------- | ------------------------------------------------- |
| Datum                                             | Disziplin                                         | Erster Platz                                      | Zweiter Platz                                     | Dritter Platz                                     |
| 21. März 2024                                     | 10 km klassisch                                   | Novie McCabe                                      | Sydney Palmer-Leger                               | Erin Bianco                                       |
| 23. März 2024                                     | Sprint klassisch                                  | Novie McCabe                                      | Erin Bianco                                       | Alayna Sonnesyn                                   |
| 26. März 2024                                     | 40 km Freistil Massenstart                        | Novie McCabe                                      | Sydney Palmer-Leger                               | Mariah Bredal                                     |

### Gesamtwertung Frauen
| Rang | Name                | Punkte |
| ---- | ------------------- | ------ |
| 01.  | Alayna Sonnesyn     | 325    |
| 02.  | Margie Freed        | 323    |
| 03.  | Sydney Palmer-Leger | 285    |
| 04.  | Alexandra Lawson    | 260    |
| 05.  | Erin Bianco         | 233    |
| 06.  | Mariah Bredal       | 209    |
| 07.  | Ava Thuston         | 208    |
| 08.  | Karianne Dengerud   | 204    |
| 09.  | Renae Anderson      | 203    |
| 10.  | Lauren Jortberg     | 199    |

| Rang | Name                   | Punkte |
| ---- | ---------------------- | ------ |
| 011. | Haley Brewster         | 160    |
| 012. | Novie McCabe           | 150    |
| 013. | Hannah Rudd            | 144    |
| 014. | Mariel Merlii Pulles   | 133    |
| 015. | Michaela Keller-Miller | 123    |
| 016. | Tilde Bångman          | 106    |
| 017. | Sammy Smith            | 100    |
| 018. | Merle Richter          | 97     |
| 019. | Kendall Kramer         | 88     |
| 020. | Nina Schamberger       | 71     |

| Rang | Name                    | Punkte |
| ---- | ----------------------- | ------ |
| 020. | Anna-Maria Dietze       | 71     |
| 020. | Liliane Gagnon          | 71     |
| 023. | Sonjaa Schmidt          | 69     |
| 024. | Evelina Sutro           | 68     |
| 025. | Sarah Goble             | 67     |
| 026. | Nina Seemann            | 64     |
| 027. | Astrid Stav             | 58     |
| 028. | Olivia Bouffard-Nesbitt | 50     |
| 029. | Shea Brams              | 42     |
| 030. | Anabel Needham          | 39     |